# Panel (sociologie)
Pour les articles homonymes, voir Panel.
En sociologie, un panel est un groupe de personnes interrogées régulièrement sur leurs opinions ou leurs attitudes. Les personnes peuvent participer aux enquêtes par courrier, téléphone ou, de plus en plus souvent, via un site web conçu à cet effet. L'économétrie a développé des modèles spécifiques pour traiter les données de panel en prenant en compte la dimension temporelle.
La constitution d'un panel dans le but d'un sondage précis nécessite de connaître suffisamment la population, afin de choisir les personnes les plus susceptibles d'être représentatives de la population visée.
Les statistiques et les sondages font appel à des panels très divers. La population sondée varie en fonction de la population visée par l'étude.